# Antonio Bertoloni
Antonio Bertoloni (Sarzana, Liguria, 8 de febrero de 1775 - Bolonia, 17 de abril de 1869) fue un médico y botánico italiano. Estudia medicina y botánica en la Universidad de Pavía antes de abrir un consultorio en Sarzana. En 1811, obtiene un cargo de profesor de Historia natural en el Liceo imperial de Génova, y en 1816 un cargo de botánico en Bolonia.

## Obra
- "Rariorum Liguriae plantarum", 1803

- Amoenitates italicae. 1819

- Pralectiones rei herbariae. 1827

- "Mantissa plantarum florae alpium Apunanarum", 1832

- „Flora italica; sistens plantas in Italia et in insulis circumstantibus sponte nascentes“. 1833-1854 en 10 tomos

- Dissertatio de quibusdam novis plantarum speciebus et de Bysso antiquorum. 1835

- Florula guatimalensis sistens plantas nonnullas in Guatimala sponte nascentes. 1840[1]

- Miscellanea botanica. 1842-1863

- „Flora italica cryptogama“. 1858-1867 en 2 tomos

- Piante nuove asiatiche. 1864-1865

## Honores

### Eponimia
Géneros
- (Asteraceae) Bertolonia DC.[2]

- (Clusiaceae) Bertolonia Spreng.[3]

- (Melastomataceae) Bertolonia Raddi 1820[4]

- (Myoporaceae) Bertolonia Spinola[5]

- (Rosaceae) Bertolonia Moc. & Sessé ex DC.[6]

- (Verbenaceae) Bertolonia Raf.[7]

Especies (60 registros IPNI)
- (Alliaceae) Allium bertoloni De Not.[8]

- (Orchidaceae) Ophrys bertolonii Moretti 1823[9]

- (Poaceae) Panicum bertolonianum Schult.[10]